# Xhafzotaj
Xhafzotaj es una localidad situada en el municipio de Shijak, en el condado de Durrës, Albania. 
Fue un municipio independiente hasta la reforma administrativa de 2015. 
Está ubicada en la zona centro-oeste del país, a poca distancia al noroeste de Tirana y al este de la costa del mar Adriático, con una población a finales del año 2011 de 12 381 habitantes.